# مارك إيلا
مارك إيلا (بالإنجليزية: Mark Ella)‏ هو لاعب اتحاد الرغبي أسترالي، ولد في 5 يونيو 1959 في سيدني في أستراليا.

## وصلات خارجية
- مارك إيلا عل موقع إسبنسكروم (الإنجليزية)
- مارك إيلا على موقع قاعة أستراليا للمشاهير الرياضية (الإنجليزية)